# Dilijan
Dilijan (in armeno Դիլիջան?, Diliǰan) è una città di circa 15 700 abitanti (2007) della provincia di Tavush in Armenia. 
La zona, circondata dalle foreste, è chiamata dagli armeni "Piccola Svizzera".

## Galleria d'immagini

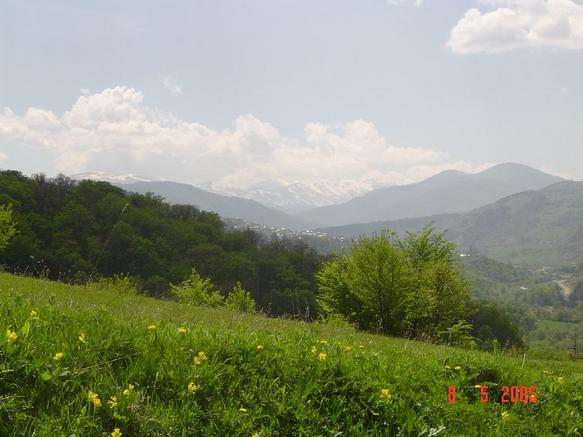
Primavera a Dilijan
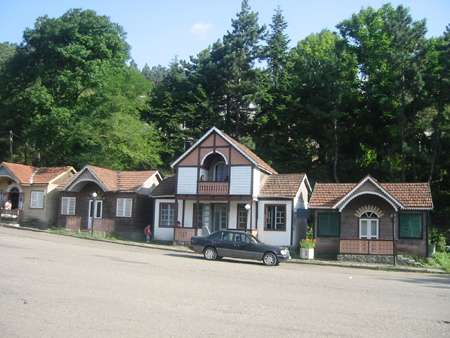
Abitazioni tradizionali
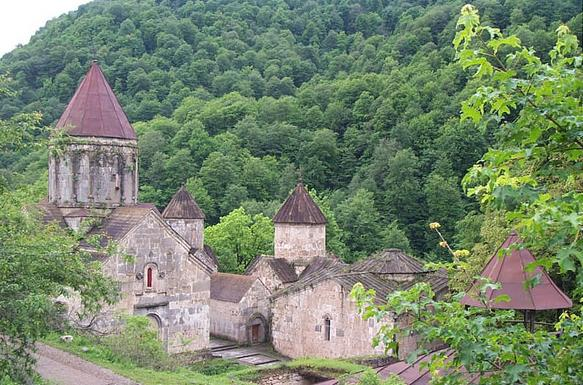
Monastero di Haghartsin
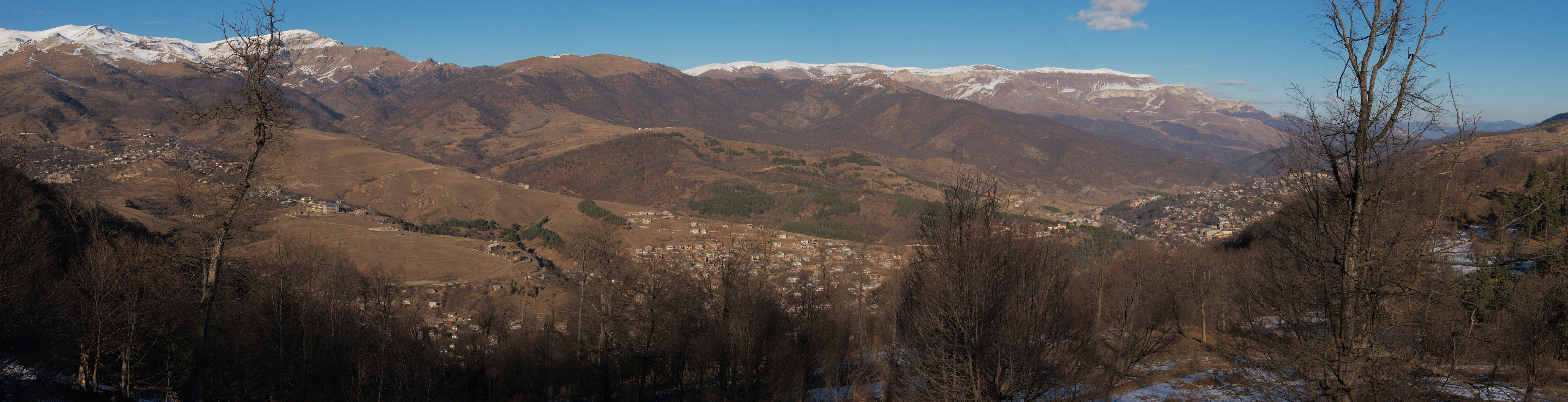
Dilijan vista da una collina